# الشبر (يافع)

تعديل مصدري - تعديل

الشبر هي إحدى قرى عزلة لبعوس بمديرية يافع التابعة لمحافظة لحج، بلغ تعداد سكانها 792 نسمة حسب تعداد اليمن لعام 2004.